# Brachyphymus basuto
Brachyphymus basuto är en insektsart som beskrevs av Vitaly Michailovitsh Dirsh 1956. Brachyphymus basuto ingår i släktet Brachyphymus och familjen gräshoppor. Inga underarter finns listade i Catalogue of Life.